# Microphone Records
Microphone Records (lettiska: Mikrofona ieraksti eller kort MicRec) är ett lettiskt skivbolag och distributionsbolag som grundades 1993 (även om det kan spåras tillbaka till 1992, då dess första skiva släpptes under varumärket ''MicRec'') av den professionella radiojournalisten Elita Mīlgrāve och den professionella skivproducenten och musikern Guntars Račs. Sedan 1996 har Microphone Records ett licensavtal med EMI Group om att främja och marknadsföra EMI och Virgin artister i de baltiska staterna.

## Historia
Microphone Records äger skivbolagen MicRec, Aktiv och Raibā Taureņa Ieraksti, och fungerar även som officiell distributör för bland annat skivbolagen Sony BMG, Universal Music, Playground, Elap och Going for a Song. Microphone Records har en förlagsavdelning "MicRec Publishing" som är underförläggare för EMI Music Publishing och Sony/ATV.
Några av Lettlands mest kända pop-, rock- och dansmusikartister har skrivit kontrakt med Microphone Records: Raimonds Pauls, Prāta Vētra (Brainstorm), Lauris Reiniks, Līvi, Credo, Pērkons, Vaidava, Laima Vaikule, Olga Rajecka, Turaidas Roze, Zodiaks, Remix, Igo, Eolika, Menuets, Zigmars Liepiņš, Jānis Lūsēns, Ingus Baušķenieks, Valdis Atāls, Ieva Akuratere, Tumsa, DJ Ella, BTH, Opus Pro, Aisha, Andris Ērglis, bet bet, Jauns Mēness, Dzeguzīte, Knīpas un Knauķi, Normunds Rutulis, Ance Krauze, Marija Naumova, Marhils är några av de viktigaste artisterna som distribueras av varumärket.
Microphone Records är ett av de få skivbolagen i regionen med internationella framgångar. MicRec har fått listplaceringar på UK Top 40 (BTH) samt på France Club Chart (DJ Ella). Det representerade bandet "Brainstorm" har haft listplaceringar i Belgien, Tyskland, Polen, Sverige och andra europeiska länder. MicRec har haft 7 av sina distribuerade artister tävlande i finalen av Eurovision Song Contest.
2011 släppte Microphone Records Lauris Reiniks album "Es skrienu", som senare återutgavs i Estland ("Ma jooksen") & Litauen ("Aš bėgu") samt Tyskland ("Ich renne").

## Artister
- Brainstorm
- Lauris Reiniks
- Raimonds Pauls
- Musiqq
- LieneCandy
- Aija Andrejeva
- Līvi
- Ivo Fomins
- Detlef Zoo
- Nikolajs Puzikovs
- BTH
- Normunds Rutulis
- [Ex [da] Bass]
- Evija Sloka
- Fomins & Kleins
- F.L.Y.
- bet bet
- Kazha
- Bonaparti.lv[5]
- Credo
- Hospitāļu iela
- Labvēlīgais Tips
- Tumsa
- Boyza II